# Santa Marinella
Santa Marinella ist eine italienische Stadt in der zur Region Latium gehörenden Metropolitanstadt Rom mit 18.446 Einwohnern (Stand 31. Dezember 2023).
|  |

## Geographie

Lage von Santa Marinella in der Provinz Rom

Santa Marinella ist ein Badeort und liegt 61 km nordwestlich von Rom, 118 km südöstlich von Grosseto und 9 km südlich von Civitavecchia. Die Gemeinde erstreckt sich östlich des Capo Linaro entlang des Tyrrhenischen Meers. Zur Gemeinde gehört der Stadtteil Santa Severa. Das Gemeindegebiet erstreckt sich über eine Höhe von 0 bis 344 m s.l.m.
Die Gemeinde liegt in der Erdbebenzone 4 (sehr wenig gefährdet).
Die Nachbargemeinden sind im Uhrzeigersinn Civitavecchia, Allumiere, Tolfa und Cerveteri.
Im Süden des Gemeindegebiets bewahrt der Naturpark Macchiatonda die ursprüngliche Landschaft der Küstenebene.

## Verkehr
- Santa Marinella ist über die Ausfahrten Civitavecchia-Sud und Santa Severa an der A12 Autostrada Azzurra von Rom nach Civitavecchia erreichbar.
- Santa Marinella liegt an der Strada Stadale SS 1 Via Aurelia, die von Rom entlang der Küste bis zur französischen Grenze führt.

- Die Stadt hat zwei Bahnhöfe (Santa Marinella und Santa Severa) an der Regionalbahnstrecke FL5 von Roma Termini nach Civitavecchia, bzw. der Bahnstrecke Pisa–Rom.

## Geschichte
An der Stelle von Santa Marinella lag in der Antike der Ort Punicum, der möglicherweise noch auf die Etrusker zurückgeht. Nach dem Untergang des Römischen Reichs wurde Punicum verlassen und erst nach dem Jahr 1000 entstand das bescheidene Dorf Santa Marinella. Im 16. Jahrhundert bauten die Barberini auf den Grundmauern einer antiken Befestigung ihre Burg. 1887 wurde diese von der Familie Odescalchi erworben. Erst im 20. Jahrhundert entwickelte sich der Ort mit dem Aufkommen des Badetourismus zu einer Stadt. In den 1950er und 1960er Jahren galt Santa Marinella als Treffpunkt von Prominenten und Filmschaffenden.
Santa Marinella wurde 1990 zur Stadt erhoben.

## Bevölkerungsentwicklung
| Jahr      | 1881 | 1901 | 1921  | 1936  | 1951  | 1971  | 1991   | 2001   | 2011   |
| Einwohner | 222  | 533  | 1.619 | 3.303 | 5.171 | 7.759 | 11.819 | 14.951 | 17.403 |

Quelle: ISTAT

## Politik

### Bürgermeister und Gemeinderat
Pietro Tidei (PD) wurde im Juni 2018 erneut zum Bürgermeister gewählt. Sein Mitte-links-Bündnis stellt mit 10 von 12 Sitzen die Mehrheit im Gemeinderat.
Bürgermeister von Santa Marinella:
- 2000–2005: Franco Bordicchia
- 2005–2007: Pietro Tidei (PD)
- 2007–2008: Fausto Gianni, kommissarischer Bürgermeister
- 2008–2018: Roberto Bacheca (PdL)
- seit 2018: Pietro Tidei (PD)

### Partnerstädte
- Kranjska Gora in Slowenien seit Mai 2009[5]
- Ithaka in Griechenland[6]

## Sehenswürdigkeiten
- Das Castello Odescalchi direkt am Hafen entstand ab dem 11. Jahrhundert
- In Santa Severa sind die Burg mit befestigtem Burgdorf sowie die Ausgrabungen von Pyrgi sehenswert.

## Personen mit Verbindung zur Stadt
- Faruq (1920–1965) von Ägypten verbrachte die ersten Jahre seines Exils in Santa Marinella.
- Ingrid Bergman (1915–1982) und Roberto Rossellini (1906–1977) wohnten während ihrer Ehe hier.
- Der Physiker Guglielmo Marconi (1874–1937) führte im Torre Chiaruccia Experimente durch.
- Loriot (1923–2011) las in einem seiner ersten Fernsehsketche einen Urlaubsprospekt von Santa Marinella vor, der in sehr mangelhaftem Deutsch geschrieben war.[7]